# Alerino Palma
Il conte Alerino Palma di Cesnola (Rivarolo Canavese, 18 luglio 1776 – Ermopoli, 6 febbraio 1851) è stato uno scrittore, magistrato e rivoluzionario italiano.

## Biografia

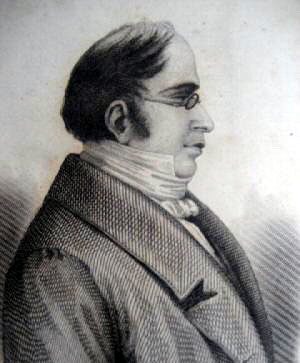
Santorre di Santa Rosa

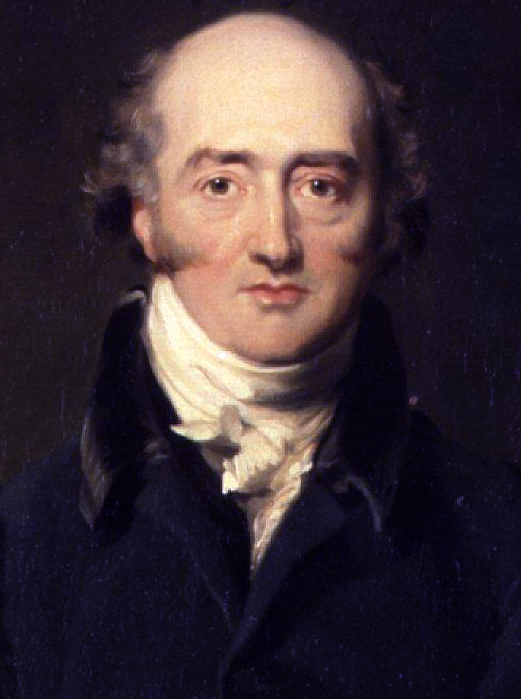
George Canning

Nato a Rivarolo nel 1776, figlio del conte Emanuele Palma di Cesnola e della nobildonna Irene Grassotti, Alerico rivelò fin da piccolo una particolare predisposizione per gli studi che lo portò a conseguire a soli 16 anni la laurea in giurisprudenza all'Università di Torino. Sostenitore entusiasta degli ideali della Rivoluzione francese, partì per la Francia e combatte nell'esercito francese a Rivoli. Rientrato in patria nel 1796, fu tra i più attivi promotori della Repubblica Italiana e dell'annessione del Piemonte alla Francia. Ebbe importanti incarichi amministrativi; fu commissario straordinario a Vercelli e magistrato a Ivrea. Con la Restaurazione aderì alla Carboneria e organizzò e condusse a Ivrea il primo gruppo che diede avvio alla insurrezione del marzo 1821 in Piemonte; fu uno dei più attivi esponenti della conseguente rivoluzione guidata da Santorre di Santa Rosa.
Sfuggito all'arresto e condannato a morte in contumacia a Torino il 13 aprile 1822 come uno dei capi della rivolta, si rifugiò dapprima in Spagna. Fu poi a Londra, dove nel 1826, su sollecitazione di George Canning, pubblicò una Difesa della Grecia e una Difesa dei Piemontesi inquisiti. Nel 1827 si recò infine in Grecia, dove, sull'esempio di Santorre di Santa Rosa, si unì alla lotta per l'indipendenza del paese dall'Impero ottomano. Durante il regno di Ottone I di Grecia gli vennero affidati importanti incarichi di magistrato; partecipò alla stesura della procedura civile e penale e fu membro della Corte Suprema. Fedele ai suoi ideali e alla sua nuova patria, non rientrò in Italia neppure dopo il 1848, quando il re Carlo Alberto annullò la condanna a morte. I rapporti con la madrepatria tornarono comunque ad essere cordiali. Massimo d'Azeglio si adoperò perché gli fossero restituiti i beni confiscati e il nuovo re Vittorio Emanuele II di Savoia gli conferì la croce dell'ordine cavalleresco dei S.S. Maurizio e Lazzaro. Alerino morì nell'isola greca di Syra nel 1851.
Nel 1871 il comune di Rivarolo fece apporre una targa commemorativa in suo onore sulla facciata della casa natale.
Il fratello di Alerino, Maurizio Palma di Cesnola, fu anch'egli implicato nei moti rivoluzionari del 1821 e con lui lasciò il paese. Condannato al carcere e ottenuta la grazia, poté comunque rientrare libero in patria dopo alcuni anni. Due dei figli di Maurizio, nipoti quindi di Alerico, Luigi Palma di Cesnola e Alessandro Palma di Cesnola, furono anch'essi ardenti patrioti. Luigi combatté nella prima guerra d'indipendenza, nella guerra di Crimea e quindi nella guerra civile americana, dove ricevette la Medal of Honor. Alessandro invece partecipò alla guerra di Crimea e quindi alla seconda e alla terza guerra d'indipendenza. Entrambi avranno poi una seconda carriera come archeologi.

## Opere
- Difesa dei Piemontesi inquisiti a causa degli avvenimenti del 1821, Versione dal francese, Bruxelles, 1829.
- Defense de la Revolution du Piemont
- Catechismo politico della gioventù
- La Grecia vendicata